# Tetraberlinia tubmaniana
Tetraberlinia tubmaniana är en ärtväxtart som beskrevs av J.Leonard. Tetraberlinia tubmaniana ingår i släktet Tetraberlinia och familjen ärtväxter. IUCN kategoriserar arten globalt som sårbar. Inga underarter finns listade i Catalogue of Life.